# Seven Arcs
Seven Arcs Co., Ltd. (株式会社Seven Arcs, Kabushiki-gaisha Sebun Ākusu) é um estúdio japonês de anime, fundado em 31 de maio de 2002 por ex-funcionários da Pierrot. O estúdio fez sua primeira série de animação para a televisão Magical Girl Lyrical Nanoha, em 2004. Desde então, a empresa produziu uma série de outras séries de animação para a televisão e filmes.
Em 2012, a seção de animação foi dividida pela formação da Seven Arcs Pictures Co., Ltd. como uma empresa subsidiária. Desde então, a Seven Arcs teve seus negócios em planejamento de animação e gerenciamento de licenças. Em 26 de dezembro de 2017, a empresa foi adquirida pela Tokyo Broadcasting System. Seven Arcs Pictures, Seven Arcs e Arcturus fundiram-se em 1 de outubro de 2019, transformando-se como a única empresa Seven Arcs.

## Produções

### Seven Arcs (2002–2012)

#### Series De TV
- Magical Girl Lyrical Nanoha (2004)
- Magical Girl Lyrical Nanoha A's (2005)
- Inukami! (2006)
- Magical Girl Lyrical Nanoha StrikerS  (2007)
- Sekirei (2008)
- White Album (2009)
- Asura Cryin' (2009)
- Asura Cryin'2 (2009)
- Sekirei ~Pure Engagement~ (2010)
- Dog Days (2011)
- Dog Days (2012)

#### OVA
- Triangle Heart: Sweet Songs Forever (2003)
- Sekirei0 (2008)
- Sekirei ~Pure Engagement~ (2010)

#### Filmes
- Inukami! The Movie: Tokumei Reiteki Sōsakan Karina Shirō! (2007)
- Magical Girl Lyrical Nanoha The MOVIE 1st (2010)
- Magical Girl Lyrical NanohaThe MOVIE 2nd A's (2012)

### Seven Arcs Pictures (2012–2019)

#### Series De TV
- Mushibugyō (2013)
- Trinity Seven (2014)
- Dog Days (2015)
- Ooya-san wa Shishunki! (2016)
- Idol Memories (2016)
- Magical Girl Lyrical Nanoha ViVid Strike! (2016)
- Basilisk: The Ōka Ninja Scrolls (2018)
- Dances with the Dragons (2018)
- Bermuda Triangle: Colorful Pastrale (2019)

#### ONA/OVAs
- Mushibugyo (2014-2015)
- Trinity Seven (2015)
- Majestic Prince: Wings to the Future (2016) co-produção com Orange

#### Filmes
- Yakusoku no Utsuwa: Arita no Hatsukoi (2016)
- Fuyu no Chikai, Natsu no Matsuri: Takeoshi no Dai-Kusunoki  (2016)
- Galactic Armored Fleet Majestic Prince: Genetic Awakening (2016) co-produção com Orange
- Trinity Seven the Movie: The Eternal Library and the Alchemist Girl (2017)
- Magical Girl Lyrical Nanoha Reflection (2017)
- Magical Girl Lyrical Nanoha Detonation (2018)
- Trinity Seven: Heavens Library & Crimson Lord (2019)

### Seven Arcs (empresa fundida, 2019 - presente)

#### Series De TV
- Arte (2020)
- Tonikaku Kawaii (2020)
- Blue Period (2021)

#### ONA/OVAs
- Tonikaku Kawaii~SNS~ (2021)